# Aphonopelma jacobii
Espèce
Aphonopelma jacobii est une espèce d'araignées mygalomorphes de la famille des Theraphosidae.

## Distribution
Cette espèce est endémique d'Arizona aux États-Unis,. Elle se rencontre dans le comté de Cochise dans les montagnes Chiricahua.

## Description
La carapace du mâle holotype mesure 6,708 mm de long sur 6,509 mm et la carapace de la femelle paratype mesure 9,018 mm de long sur 8,908 mm.

## Syntopie
Les chercheurs à l'origine de la découverte de cette espèce ont remarqué qu'il existerait une syntopie entre celle ci et cinq autres espèces d'araignées vivant au même endroit. Des recherches ultérieures sont prévues pour documenter cette cohabitation.

## Systématique et taxinomie
Cette espèce a été décrite par Hamilton et Hendrixson en 2024.

## Étymologie
Cette espèce est nommée en l'honneur de Michael A. Jacobi.

## Publication originale
- Hamilton, Hendrixson & Bringas, 2024 : « Discovery of a new tarantula species from the Madrean Sky Islands and the first documented instance of syntopy between two montane endemics (Araneae, Theraphosidae, Aphonopelma): a case of prior mistaken identity. » ZooKeys, vol. 1210, p. 61-98 (texte intégral).